# Andrés de Guevara
Andrés de Guevara y Basoazábal, S.J. (Guanajuato, Intendencia de Guanajuato, Nueva España, 30 de noviembre de 1748 - Plasencia, República Cisalpina, 1801) Fue un filósofo y escritor jesuita novohispano, destacado por su Institutionum Elementarium Philosophiae (Instituciones elementales de la filosofía), obra dirigida a los jóvenes novohispanos con el fin de mostrar la posibilidad de mezclar  ideas ilustradas con convicciones religiosas.
De Guevara firmó como presbyter guanaxuatensis su Institutionum Elementarium Philosophiae que escribió en elegante latín.

## Reseña biográfica

### Educación
Inició sus estudios en el Colegio de los Jesuitas en Guanajuato. Tras trasladarse a la Ciudad de México fue matriculado en el Colegio de San Pedro y San Pablo para posteriormente asistir al Colegio de San Ildefonso.

### Ingreso a La Compañía y destierro

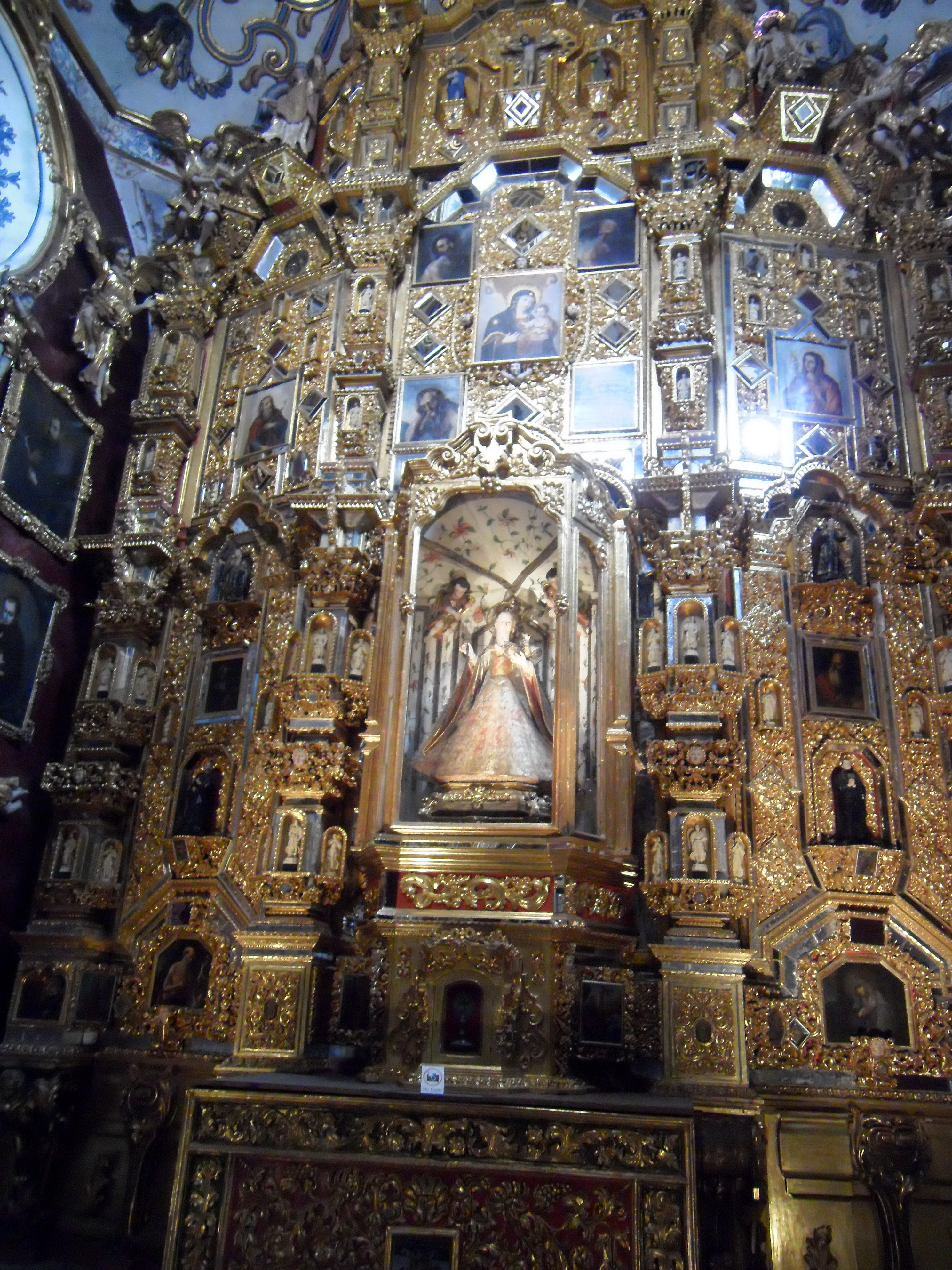
Capilla de Novicios del Colegio Jesuita de Tepotzotlán, donde Andrés de Guevara ingresó a la Compañía.

En 1764, a los dieciocho años de edad, ingresó a la Compañía de Jesús en Tepotzotlán. En 1767 al ser expulsado, como todos los jesuitas, llegó de Veracruz a bordo de la fragata San Miguel con 59 compañeros a Italia, donde continuó su formación hasta ser ordenado como sacerdote en 1771. En 1773, tras ser suprimida la Compañía, se trasladó a Roma donde comenzó a escribir sus Instituciones elementales de la filosofía.

### Obra

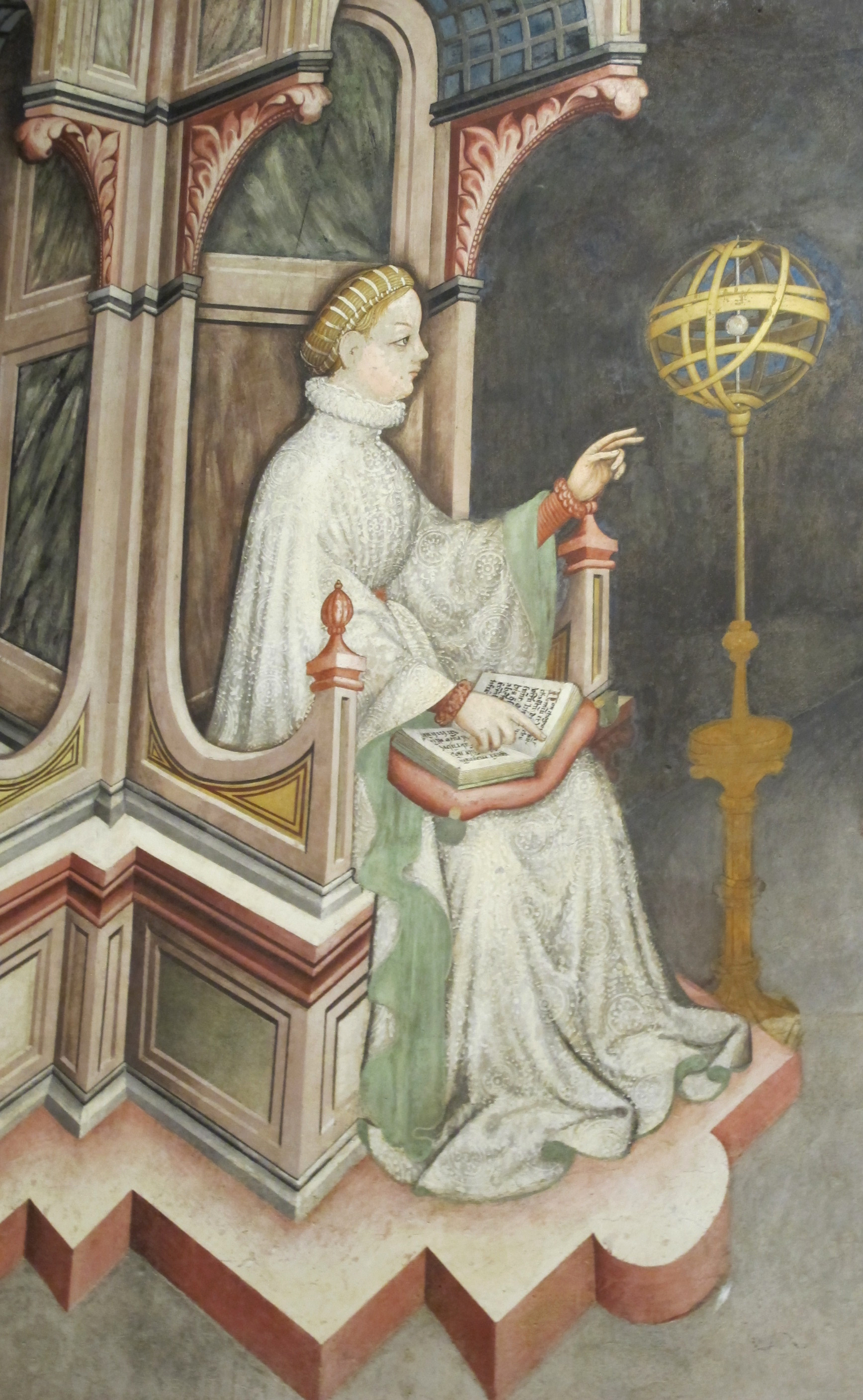
La astronomía fue objeto de estudio de Andrés de Guevara

Las “Instituciones elementales de la filosofía” está principalmente dirigida a los jóvenes novohispanos y tiene como objetivo dar un preámbulo de los conocimientos filosóficos que han desarrollado a la humanidad, buscando así animar a los estudiantes a continuar con el estudio del latín y el interés por la filosofía. 
La obra se divide en cuatro tomosː el primero contiene una breve introducción a la historia de la filosofía seguida de un tratado de matemáticas; el segundo, que es el más grueso, aborda la lógica y la metafísica; el tercero trata sobre la física generalː naturaleza y propiedades de los cuerpos, el movimiento, las fuerzas, las máquinas y la astronomía; y el cuarto sobre la física particularː óptica, estudio de los gases y la atmósfera, los sentidos externos, el fuego y la electricidad, entre otras materias.
El primer tomo tiene especial importancia, pues es allí donde elogia la sabiduría como la característica más elevada del espíritu humano, argumentando que si los teólogos escolásticos hubiesen vivido en los tiempos de Descartes o Newton, con mucha mayor seguridad hubieran contribuido al desarrollo de la ciencia.  Más adelante, elogia a Descartes al considerar los méritos que el logró en la filosofía muy similares a los que Santo Tomás de Aquino obtuvo en la teología. 
En el tomo uno también trata el tema de la libertad desde una perspectiva parecida a la de Santo Tomás, considerando que la presencia divina mueve a los seres según su condición; es decir, a los libres como libres y a los que no lo son como seres que no lo son.
En 1786 envió de Roma a Francisco de Azpilcueta, regidor de Guanajuato, sus Pasatiempos o entretenimientos familiares de cosmología acerca de la disposición del universo, cuya edición paleografiada fue publicada en dos tomos por el gobierno del estado en 1982. Ahí invitó a dejar de lado los prejuicios y aceptar el sistema copernicano.
En su Diccionario histórico de la Compañía de Jesús, Charles E. O'Neill y Joaquín María Dom̪ínguez describen al padre GuevaraːModerado e ilustrado, se profesa ecléctico a la manera de Cicerón, su modelo de filosofar en libertad. La filosofía, como el ejercicio del saber, está ligada al bien de la república. Rechaza toda dependencia de una escuela y afirma la necesidad de renovación. Ocupa un lugar preferente en su obra la tradición humanística clásica. Sus citas son ampliamente tolerantes...